# Grégoire VIII Khandzoghat
Grégoire ou Grigor VIII Khandzoghat (en arménien Գրիգոր Ը Խանձողատ ; mort en  1416/1418) est Catholicos de l'Église apostolique arménienne de 1411 à 1416/1418.

## Biographie
La tradition arménienne le présente comme un prélat ambitieux et sans scrupule. Il usurpe le siège de Catholicos par la violence après la mort en 1411 de Jacob III de Sis. Il ne peut cependant se maintenir qu’avec l’appui de l’émir musulman qui gouverne la Cilicie pour le compte du sultan mamelouk d’Égypte.
En 1418, ses ennemis réussissent à le capturer et à l’enfermer dans une forteresse où il meurt peu après, peut-être assassiné. Il a comme successeur Paul ou Poghos II de Garni (1416/1418-1430).

## Sources
- Joseph Fr. Michaud et Louis Gabriel Michaud, Biographie universelle, ancienne et moderne, tome XVII, Paris, 1825, p. 428.